# Centris xochipillii
Centris xochipillii là một loài Hymenoptera trong họ Apidae. Loài này được Snelling mô tả khoa học năm 1984.